# Papurana arfaki
Espèce
Synonymes
- Rana arfaki Meyer, 1875 "1874"
- Hylarana arfaki (Meyer, 1875)
- Rana macroscelis Boulenger, 1888
- Rana waigeënsis Van Kampen, 1913
- Rana fallax Van Kampen, 1913

Statut de conservation UICN

 LC  : Préoccupation mineure
Papurana arfaki est une espèce d'amphibiens de la famille des Ranidae.

## Répartition
Cette espèce se rencontre jusqu'à 1 500 m d'altitude, :
- en Indonésie en Nouvelle-Guinée occidentale notamment sur Waigeo et sur les îles Aru ;
- en Papouasie-Nouvelle-Guinée en Nouvelle-Guinée orientale.

## Étymologie
Cette espèce est nommée en référence au lieu de sa découverte, les monts Arfak.

## Publication originale
- Meyer, 1875 "1874" : Übersicht der von mir auf Neu-Guinea und den Inseln Jobi, Mysore und Mafoor im Jahre 1873 gesammelten Amphibien. Monatsberichte der Königlich Preussischen Akademie der Wissenschaften zu Berlin, vol. 1874, p. 128-140 (texte intégral).